# ابوالسوار شاوور بن فضل
ابوالسوار شاوور بن فضل بن محمد بن شداد از اعضای سلسله شدادی بود. وی بین سال‌های ۱۰۴۹ و ۱۰۶۷ هشتمین فرمانروای شدادی در سرزمین آران (غرب کشور آذربایجان کنونی) و به پایتختی گنجه بود. پیش از آن، وی از سال ۱۰۲۲ به عنوان یک حاکم خودمختار بر شهر دوین (در ارمنستان فعلی و شمال شرقی ترکیه) حکومت می‌کرد. ابوالسوار جنگجویی توانا، حاکمی خردمند و حیله‌گر و درگیر با بیشتر همسایگان خود توصیف شده‌است. وی در دوران حکومت خود بر دوین بیشتر درگیر امور ملوک الطوایفی ارمنستان بود. وی در فتح آخرین بازماندگان ارمنستان باگراتی در سال ۱۰۴۵ با امپراتوری بیزانس همکاری کرد، اما وقتی بعداً بیزانسی‌ها به سوی او یورش آوردند، از سه حمله پی در پی که به قصد تصرف گنجه بود، جان سالم به در برد. او در سال ۱۰۴۹، در نتیجه یک شورش در گنجه، علیه برادرزاده بزرگش، انوشیروان بن لشکری، قدرت یافت. شورشیان او را به تصرف امارت خانواده دعوت کردند و او از دوین به گنجه نقل مکان کرد. تحت حکومت وی، سلسله شدادی به اوج خود رسید. او لشکرکشی‌های موفقی را به گرجستان و شیروان انجام داد، اگرچه نتوانست امارت تفلیس را تصرف کند و با حملات ویرانگر آلان روبه‌رو شد. در همان زمان سلطنت وی، ظهور امپراتوری سلجوقیان و گسترش کنترل آن بر امرای قفقاز روی داد. ابوالسوار به دست‌نشاندگی سلاجقه در ۱۰۵۴/۵ تن در داد. اگرچه وی در سال ۱۰۶۵ از طریق حمایت سلجوقیان به شهر آنی، پایتخت ارمنستان، تسلط یافت؛ اما این اتحاد سیاسی پس از مرگ وی در نوامبر ۱۰۶۷ زمینه انحطاط سلسله را فراهم کرد.